# Портитовці
Порти́товці (болг. Портитовци) — село в Монтанській області Болгарії. Входить до складу общини Бойчиновці.

## Населення
За даними перепису населення 2011 року у селі проживали 438 осіб.
Національний склад населення села:
| Національність   | Кількість осіб | Відсоток |
| ---------------- | -------------- | -------- |
| болгари          | 271            | 63,0%    |
| цигани           | 150            | 34,9%    |
| не визначились   | 7              | 1,6%     |
| Всього відповіли | 430            |          |

Розподіл населення за віком у 2011 році:
Динаміка населення: